# Before I Fall
Before I Fall (Brasil: Antes que Eu Vá) é um filme de drama adolescente americano de 2017. Dirigido por Ry Russo-Young e escrito por Maria Maggenti, baseado no romance de 2010 com o mesmo nome de Lauren Oliver. O filme é estrelado por Zoey Deutch, Halston Sage, Logan Miller, Kian Lawley, Jennifer Beals, Diego Boneta e Elena Kampouris. 

O filme teve sua estreia mundial no Festival Sundance de Cinema, em 21 de janeiro de 2017, e foi lançado teatralmente em 3 de março de 2017, pela Open Road Films. Ele recebeu críticas mistas dos críticos e arrecadou US$18 milhões em todo o mundo contra seu orçamento de US$5 milhões. Mas, embora o filme tenha apenas um custo de produção de US$5 milhões, o valor estimado gasto em publicidade foi de cerca de US$20 milhões, por isso perdeu dinheiro em geral.